# Risurrezione di Lazzaro (Amadeo)
La Risurrezione di Lazzaro è un rilievo su marmo attribuito di Giovanni Antonio Amadeo, databile al 1474 circa e facente parte della decorazione della facciata della Certosa di Pavia.

## Descrizione e stile
L'opera mostra un'architettura classica che si sviluppa in profondità tramite la prospettiva geometrica, mentre nella parte inferiore si trova una fitta folla raccolta attorno al sepolcro scoperto, da dove si è levata la figura di Lazzaro, ora inginocchiata, su un gesto di Gesù che si trova lì davanti.
Le forme sono più morbide di altri artisti attivi alla Certosa ma più influenzati dai modi ferraesi, come Cristoforo Mantegazza, con un'aggiornata cultura prospettica ispirata da Bramante a Milano. Le figure sono infatti più composte, ma nei profondi contorni, dalle linee brusche, rivelano una certa ruvidità tipicamente lombarda.